# König Salomons Schatz
König Salomons Schatz ist der Titel eines kanadischen Spielfilms aus dem Jahr 1979. Als literarische Vorlage diente der gleichnamige Roman von H. Rider Haggard.

## Inhalt
Allan Quatermain bricht gemeinsam mit seinen beiden Freunden Sir Henry Curtis und Captain Good zu einer Expedition in den tiefen Dschungel Afrikas auf, um nach weiteren Schätzen der Phönizier zu suchen. Auf ihrer abenteuerlichen Reise müssen sie sich gegen Urzeitmonster wie Dinosaurier und Riesenkrebse und die Eingeborenen verteidigen. Doch anstatt die Ruinen entdecken sie eine verborgene Zivilisation, die einst von den Phöniziern gebaut wurde. Die Stadt Milosis wird von der Königin Nyleptha beherrscht, aber das prächtige Königreich wird sowohl von einem Vulkanausbruch bedroht, als auch von dem machthungrigen Priester, der den einst vergrabenen Schatz König Salomons sucht, damit er mit dem Geld den Thron der Königin stürzen kann. Die Königin vertraut Henry Curtis den Schatzplan an, um das Geld, welches ihrem Volk immer nur Leid beschert hat, wegzubringen, doch er hat nicht mit den Gefahren gerechnet, die ihm später passieren.

## Produktion
McCallum sagte später, er habe den Film gemacht, „weil ich nach Swasiland muss … der Film ist etwas, das man im Flugzeug oder im Fernsehen bis spät in die Nacht sehen muss.“

## Kritik
TV Guide hatte über den Film folgendes zu sagen: „Die Besetzung erfahrener Schauspieler (McCallum, Macnee, Ekland) trägt zu peinlich schlechten Leistungen bei. Überraschenderweise ist jedoch die Fotografie überhaupt nicht schlecht. Der Film wird vor Ort in Afrika sowie in London und Kanada gedreht“.
In einem Artikel aus dem Jahr 1979 heißt es, der Film habe „nie das Licht der Welt erblickt“.